# Loch Voil
Le loch Voil est un petit plan d'eau douce en Écosse. C'est un loch court et étroite, d'environ 5 km de long. Il est séparé du loch Doine par la rivière Larig et est drainé à son extrémité nord par la rivière Balvaig à Balquhidder. Une petite route à voie unique, reliant Balquhidder à Inverlochlarig, mène au loch.